# Mellsjöån
Mellsjöån är en å i Offerdals socken, Krokoms kommun, Jämtland. Den rinner mellan Mellsjön och Ångsjön.